# 辜公亮文教基金會
財團法人辜公亮文教基金會是由臺灣企業家辜振甫（公亮）於1988年發起成立，設立宗旨為透過國際（含兩岸）交流活動推展台灣工商企業之經營管理、醫學研究、藝文及其有關活動。
1991年成立京劇推廣組，邀請京劇表演藝術家李寶春等推出經典好戲，並組團至歐、美、日等各國演出。連年多次赴各地偏遠學校巡演，培養戲劇人口並從事紮根工作。期間承辦多項綜合性大型表演藝術活動。
1997年成立台北新劇團，集合海內外專業青年同好，定期公演「新老戲」。多次參加上海國際藝術節、中國京劇節、北京音樂節等大陸重要表演藝術節慶。
1999年起經營「臺北戲棚」，每年於台北市台泥大樓士敏廳推出近兩百場之「定目演出」，揉合漢唐百戲、掌中戲、傀儡戲、醒獅、原住民歌舞、京劇等多樣貌的民族藝術。
2014年8月，納編原新舞台團隊，組織「酷集劇場」，從事表演藝術與活動製作、管理、顧問。酷集團隊曾經連年獲得中華民國文化部「文馨獎」特別獎、金獎。2011年榮獲台北市文化局「譽揚專案」表揚，將所在地巷弄命名為「新舞台巷」。

## 外部連結
- 官方网站